# Ардипітек
Ардипітеки (лат. Ardipithecus) — дуже давній рід гомінідів, який жив у ранньому пліоцені приблизно 5,8 — 4,4 млн років тому. Оскільки цей рід має багато спільного з африканськими мавпами, шимпанзе та горилами, деякі автори вважали його предком скоріше шимпанзе, ніж людини. Тим не менше, більшість вважає його найдавнішим предком людини через схожість зубів з зубами австралопітека. Крім того, в гомілці ардипітека є додаткова мала гомілкова кістка (os peroneum), яка присутня в гомілці людини, але відсутня в гомілці сучасних людиноподібних мавп. Іноді ардипітеків відносять до ранніх австралопітеків.

## Види
Досі було описано тільки два види: Ардипітек рамідус і Ардипітек кадабба. Останнього спочатку вважали підвидом А. ramidus, але за формою зубів, недавно виявлених в Ефіопії, визначили як особливий вид. Всі рештки знайдено в Східній Африці.

Місця знахідок на мапі Африки

### Ардипітек рамідус
Фрагменти скелета Ардипітека рамідуса вперше було виявлено в 1990-х роках. Їхній вік був визначено (по заляганню вулканічних пород вище і нижче) як 4,4 млн років.
У 1992—1993 рр. експедиція під керівництвом Тімоті Уайта знайшла перші 17 фрагментов А. ramidus, включаючи верхні та нижні щелепи, зуби і кістки рук. До 1994 р. рештки склали близько 45 % повного скелета. Особливості кісток ніг указують на прямоходіння.
Володарку знайденого скелета дослідники назвали «Арді», що афарською мовою означає «земля»
Ардипітеки жили в тропічних лісах, були здатні до прямоходіння (однак здатні були лазити по деревах) і харчувалися фруктами та горіхами. Череп ардипітеків займає проміжне положення між шимпанзе і австралопітеками. Ікла у них менші і однакові як і в самок, так і в самців. Це передбачає більш низьку ймовірність конфліктів між самцями, утворення міцних пар і взаємну турботу про потомство. «Таким чином, фундаментальні репродуктивні та соціально-поведінкові зміни, ймовірно, відбулися біля гомінідів задовго до збільшення мозку і початку використання кам'яних знарядь».
У 2005 році вчений Сілеші Семоу і його колеги з Інституту ремесла кам'яної доби та університету Індіани знайшли в Ефіопії скам'янілі рештки дев'яти гомінідів віком 4,3-4,5 мільйонів років. Після ретельного аналізу було встановлено, що кістки належать виду Ardipithecus ramidus. Нові фрагменти щелеп, зубів, окремі кістки рук і ніг дозволили вченим дізнатися більше про цей вид. Прекрасно збережені черепи чітко показують, що ардипітеки ходили на двох ногах, тому були предками людини.

### Ардипітек кадабба
Ардипітек кадабба жив між 5,8 і 5,2 млн років тому. Видова назва афарською мовою означає «спільний предок сім'ї». Часто використовується назва Ardipithecus ramidus kadabba. До 2009 року вважалося, що ця істота була найстарішим відомим предком шимпанзе та людей, але тепер, після настільки детального дослідження Арді, час поділу ліній шимпанзе і людини відсунули до позначки 7 млн років тому. Ардипітек кадабба  — одне з найдавніших прямоходячих створінь, від якого збереглись кістки ніг і рук. До знахідок відносяться: права половина нижньої щелепи, ізольовані зуби, ключиця, фрагменти двох плечових і ліктьових кісток, дві фаланги кисті. Залишки були знайдені в Єфіопії біля долини річок Алайла (Alayla), Середній Аваш (Middle Awash River), і Аса Кома 3 (Asa Koma Locality 3). Примітивна будова зубів зближує цей вид з сахельантропом і орроріном і служить відмітною ознакою по відношенню до пізніших гомінідів. Будова зубів (особливо — іклів) є  проміжною між людиноподібними мавпами і людиною, але ближче все ж до людини. Будова довгих кісток вказує на вертикальне положення тіла при ходьбі.

## Розкопки
Розкопки зайняли три польові сезони. Було знайдено більше 110 фрагментів скелета ардіпітека і більше 150000 супутніх зразків останків тварин і рослин. Через погане збереження скам'янілостей довелося зняти верхній шар землі і транспортувати його в Національний музей Ефіопії в Аддіс-Абебі, де кістки витягали з ґрунту. Витягнуті скам'янілості доставлялися в Токіо, де сканувалися приладом мікрокомп'ютерної томографії. Там же один з членів групи Ген Сува протягом 9 років займався створенням віртуальної комп'ютерної моделі черепа, збираючи його з 65 осколків. Одночасно в США фахівець з локомоції гомінідів Оуен Лавджой з Кентського державного університету (шт. Огайо) створював комп'ютерну модель тазових кісток .

## Спосіб життя
Судячи по величині кісток, за розмірами ардипітеки були близькі до шимпанзе. Структура великого пальця ніг ардипітека рамідуса характерна для прямоходячих істот, хоч вони і мешкали в тінистих лісах, а не в савані, де прямоходіння могло бути еволюційною перевагою. Частину життя ардипітеки проводили на деревах, мабуть, будуючи на них гнізда для ночівлі, але, спустившись на землю, переміщався на двох ногах. Аналіз зубів ардипітека кадабба показує, що він, як і шимпанзе, був всеїдним. Живилися вони листями, пагонами рослин, фруктами та ягодами.. Зрозуміло, що соціальна структура нам невідома, але малі розміри іклів і слабкий статевий диморфізм свідчать про невисокий рівень агресії і слабку міжсамцеву конкуренцію. Тому, це вилилося через мільйони років у здатність сучасної людини зосереджуватися, навчатися, ретельно, акуратно і злагоджено виконувати трудову діяльність, кооперуватися, координувати і погоджувати свої вчинки з іншими членами групи.

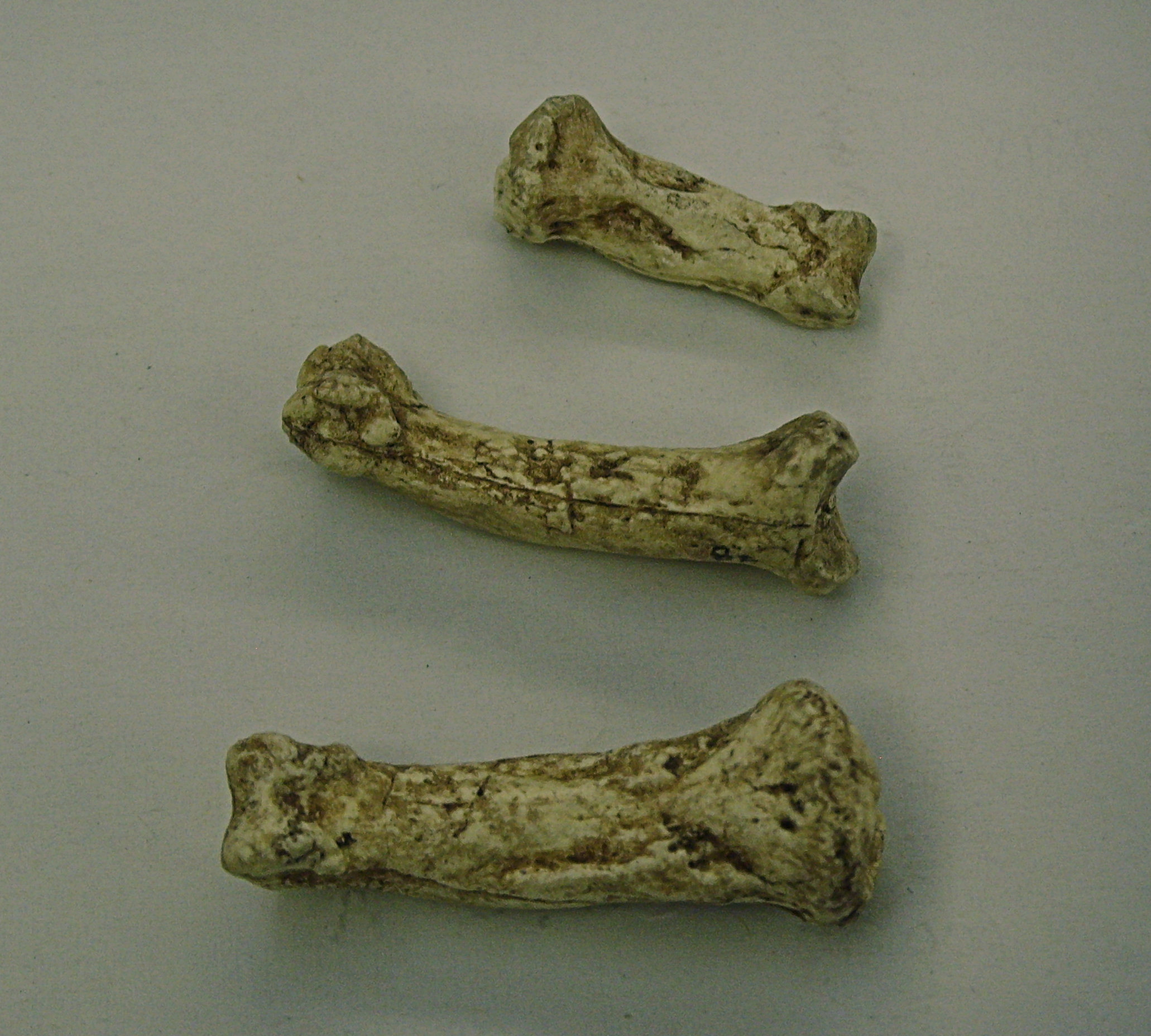
Рештки кісток ардипітека

## Критика
Хоча перші знахідки були зроблені понад 15 років тому, більша їх частина в спеціальній літературі була описана лише в 2009 р. (найповніший скелет — скелет ARA-VP-6/500 (Арді)).